# Hydrochus ignicollis
Hydrochus ignicollis – gatunek chrząszcza z rodziny wodopływkowatych.

## Taksonomia
Gatunek ten opisany został po raz pierwszy w 1860 roku przez Wiktora Moczulskiego.

## Morfologia
Chrząszcz o wydłużonym ciele długości od 3,6 do 4 mm. Głowa jest czarna z metalicznym połyskiem oraz rudymi, częściowo przyciemnionymi głaszczkami i czułkami, zaopatrzona w duże, wyłupiaste oczy. Czułki mają trzy ostatnie człony owłosione i formujące buławkę. Długość głaszczków jest zbliżona do długości czułków, a ich człon ostatni jest dłuższy niż przedostatni. Przedplecze również jest czarne z metalicznym połyskiem, mniej więcej tak szerokie jak głowa i wyraźnie węższe od pokryw, pokryte dużymi dołkami. Pokrywy są szersze i krótsze niż u H. elongatus, ale ponad trzykrotnie dłuższe od przedplecza i dwukrotnie dłuższe niż szerokie, w zarysie już od kątów barkowych rozszerzające się wyraźnie ku tyłowi. Mają silnie punktowane rzędy i kilowato wyniesione międzyrzędy drugi, czwarty, szósty i ósmy; trzeci międzyrząd jest tuż przed podstawą wyniesiony słabiej niż drugi i czwarty. Rzędy i międzyrzędy przerwane są przedwierzchołkowo poprzeczną, wąską i płaską listewką, za którą leżą powiększone punkty wierzchołkowe. Barwa pokryw jest czarna, zwykle z metalicznym połyskiem na kilach. Odnóża są rude, częściowo przyciemnione. Genitalia samca cechują się początkiem wierzchołkowego rozszerzenia lewej paramery opatrzonym wklęsłym wcięciem i pozbawionym ząbka, a rurką o słabszym niż u H. elongatus zwężeniu sięgającym od nasady do połowy długości.

## Ekologia i występowanie
Owad wodny. Zasiedla bagniste pobrzeża mórz oraz płytkie i zarośnięte roślinnością wody rzek, jezior i rowów. Często znajdywany na turzycach.
Gatunek palearktyczny, o środkowoeuropejskim typie rozsiedlenia, znany z Irlandii, Wielkiej Brytanii, Belgii, Holandii, Niemiec, Austrii, Danii, Szwecji, Norwegii, Finlandii, Estonii, Łotwy, Litwy, Polski, Czech, Słowacji, Węgier, Białorusi, europejskiej części Rosji (na północ po Karelię) oraz anatolijskiej części Turcji. Na „Czerwonej liście gatunków zagrożonych Republiki Czeskiej” umieszczony został jako gatunek bliski zagrożenia wymarciem (NT).